# Batalla de Klokòtnitsa
La batalla de Klokòtnitsa (en búlgar: Битка при Клокотница, Bitkata pri Klokòtnitsa) va ocórrer el 9 de març de 1230 prop del poble de Klokòtnitsa (avui província de Khàskovo, Bulgària). Com a resultat, el Segon Imperi Búlgar va sorgir un cop més com l'estat més poderós de l'Europa Oriental i el poder del Despotat de l'Epir va desaparèixer. La batalla és sovint considerada pels historiadors com la més afortunada i més fructífera en la història militar búlgara.

## Orígens del conflicte
Al voltant de 1221-1222 l'emperador búlgar Ivan Assèn II va fer una aliança amb Teodor Comnè Ducas de l'Epir. Assegurat pel tractat, Teodor va aconseguir conquerir Tessalònica de l'Imperi Llatí, així com terres búlgares a Macedònia incloent-hi Ocrida. Després de la mort de l'emperador llatí Robert de Courtenay en 1228, Ivan Assèn II va considerar com a opció més probable per a regent a Balduí II. Teodor pensava que Bulgària era l'únic obstacle cap al seu camí a Constantinoble i a principis de març de 1230 va envair el país, amb la qual cosa trencava el tractat de pau sense una declaració de guerra.

## Batalla
Teodor Comnè va convocar un gran exèrcit que incloïa mercenaris occidentals. Ell estava tan confiat de la seva victòria que va prendre tota la cort reial per a si mateix incloent la seva dona i fills. El seu exèrcit es movia lentament i va saquejar els pobles en el seu camí. Quan el tsar búlgar es va assabentar que l'estat havia estat envaït, va reunir un petit exèrcit d'uns pocs milers d'homes i ràpidament van marxar cap al sud. En quatre dies, els búlgars van cobrir una distància tres vegades més que l'exèrcit de Teodor en una setmana.
El 9 de març, els dos exèrcits es van trobar prop del poble de Klokòtnitsa. Es creu que Ivan Assèn II va ordenar que el trencat tractat d'ajuda mútua fos enganxat en la seva llança per ser utilitzat com una bandera. Era un bon tàctic i va aconseguir envoltar l'enemic que es va veure sorprès quan va veure els búlgars tan aviat. La batalla va continuar fins al capvespre. Els epirotes van ser derrotats per complet; només una petita força, sota les ordres del germà del dèspota Manuel va aconseguir escapar del camp de batalla. La resta van morir en el combat o va ser capturada, entre ells la cort reial de l'Epir i el mateix Teodor.

## Conseqüències
Ivan Assèn II immediatament va posar en llibertat els soldats capturats sense cap mena de condicions i els nobles van ser portats a Tàrnovo. La seva fama per ser un governant just i misericordiós anava davant de la seva marxa per les terres de Teodor Comnè que van ser recuperades per Bulgària sense resistència.
La desfeta a Klokòtnitsa enterrà les aspiracions epirotes de reconquerir Constantinoble, en benefici de l'Imperi de Nicea.